# Von Spar
Von Spar est un groupe allemand de post-punk, originaire de Cologne. 

## Histoire
Le nom Von Spar est dérivé de la rue Von-Sparr, nommée en l'honneur d'Otto Christoph von Sparr, dans le quartier de Mülheim à Cologne, à proximité de laquelle se trouvait la salle de répétition où le groupe se réunissait. 
Leur premier album, sorti en 2004 sur le label discographique hambourgeois L'Âge d'or, sous le titre Die uneingeschränkte Freiheit der privaten Initiative, est composé d'un electropunk dansant avec des éléments rock indépendant et se rattache au post-punk. En 2007, le chanteur Thomas Mahmoud quitte le groupe peu avant le début de la tournée à la suite de querelles internes.  Depuis, le groupe n'a plus de chanteur fixe. 
Le deuxième album, éponyme, sort sur le label Tomlab de Cologne et renoue avec le krautrock des années 1970 avec deux chansons de 20 minutes à la croissance organique. Le troisième et le quatrième album studio, Foreigner et Streetlife, sont édités par le label berlinois Italic Recordings. Le cinquième album studio, Under Pressure, sort en 2019 chez Bureau B. ; qui fait participer l'auteur-compositeur-interprète Chris Cummings (qui avait déjà participé à Streetlife), Lætitia Sadier (anciennement Stereolab), Vivien Goldman, Eiko Ishibashi et R. Stevie Moore.
En 2022, le groupe reçoit le premier prix du Holger Czukay Preis für Popmusik de la ville de Cologne.

## Discographie

### Albums studio
- 2004 : Die uneingeschränkte Freiheit der privaten Initiative
- 2007 : Von Spar
- 2010 : Foreigner
- 2013 : Stephen Malkmus and Friends: Can’s Ege Bamyasi
- 2014 : Streetlife
- 2019 : Under Pressure
- 2024 : Capital B - Wem gehört Berlin? OST

### EP
- 2003 : Vielen Dank für Ihr Verständnis
- 2004 : Vielen Dank für Ihr Verständnis Vol. 2
- 2009 : HyBolt
- 2010 : trOOps
- 2011 : Soarex
- 2012 : Jon Voight
- 2017 : Garzweiler